# 钦琼
钦琼，是西班牙马德里自治区的一个市镇，位于马德里东南50公里。总面积116平方公里，总人口5191人（2008年），人口密度38人/平方公里。